# Рей Мартинюк
Рей Мартинюк (28 березня 1950 — 20 жовтня 2013) був професійним хокейним воротарем. Він народився у Флін-Флоні, Манітоба  і грав за «Флін-Флон-Бомберс» у Західно-Канадській хокейній лізі, де отримав прізвисько «Не можу пропустити Кіда». Він виграв нагороду найкращого воротаря WCHL у сезонах та , допоміг своїй команді виграти Президентський кубок, чемпіонат ліги, в обох сезонах. Мартинюк був обраний у першому раунді, п’ятим у загальному заліку, «Монреаль Канадієнс» на аматорському драфті НХЛ 1970 року. На той момент це був другий найвищий вибір воротаря в історії драфту.
Мартинюк ніколи не грав у Національній хокейній лізі, однак провів свою кар'єру, виступаючи за різні команди нижчих ліг. Того року він був у тренувальному таборі «Канадієнс», але не зміг забезпечити собі місце в команді, змагаючись із колегами-воротарями Кеном Драйденом і Рогі Вашоном. Натомість його відправили до клубу Американської хокейної ліги (АХЛ) «Монреаль Вояджерс», де він провів десять ігор. Звідти він перейшов до «Канзас-Сіті Блюз» у Центральній хокейній лізі (CHL), а потім закінчив сезон із «Сіетл Тотемс» із нині неіснуючої Західної хокейної ліги.  Після того, як у 1971 році він знову спробував виступити за «Канадієнс», він грав за «Балтімор Кліпперс» в АХЛ і «Оклахома-Сіті Блейзерс» з КХЛ, перш ніж організація «Канадієнс» обміняла його права на «Каліфорнія Голден-Сілс», які призначили його до своєї філії Міжнародної хокейної ліги в Колумбусі. У 1972 році його задрафтували «Калгарі Бронкос» у 17-му раунді загального драфту гравців Всесвітньої хокейної асоціації (WHA), але він не підписав контракт з командою.
Провівши частину сезону 1972-73 у «Коламбусі», Мартинюка відправили до «Солт-Лейк Голден Іглз» WHL, де він досяг певного успіху та був названий гравцем усіх зірок. Він отримав пропозицію від WHA Chicago Cougars і підписав контракт з командою, але клуб розпався, перш ніж Мартинюк міг грати з командою. Після повернення в Солт-Лейк-Сіті його викликали в НХЛ «Сілз», але він не мав ігрової практики.
Наступні кілька років Мартинюк провів, виступаючи в основному за Солт-Лейк-Сіті, з орендою в «Спрінгфілд Кінгз» з АХЛ, «Коламбус Оулз» з ІХЛ і « Тусон Маверікс» з КХЛ. У 1977 році він приєднався до старшої аматорської Західної міжнародної хокейної ліги Кренбрук Роялз. Повернувшись до Кренбрука після того, як «Роялс» програли чемпіонську серію, він попросив водія автобуса зупинити автобус. Мартинюк викинув воротарське спорядження в озеро Мойі.  Наступного року він зіграв п'ять ігор за «Гранд Репідс Оулз» з IHL, перш ніж піти з хокею.
Після своєї хокейної кар'єри Мартинюк жив у Кренбруку та працював у Coca-Cola, обслуговуючи її місцеві торговельні автомати. Він підтримав Фонд дитячих бажань Канади та Канадське товариство онкологічних захворювань, зібравши понад 600 000 доларів, організовуючи благодійні турніри з гольфу.
Мартинюк переїхав до Панами, де залишався до своєї смерті 20 жовтня 2013 року.

## Нагороди
- Команда зірок WCHL – 1969 та 1970